# Sagay
Sagay é um cidade de  terceira classe de renda da cidade (d) na província Negros Ocidental, nas Filipinas. De acordo com o censo de 1 de maio  de  2020 possui uma população de 148 894 pessoas e 36 088 domicílios.